# Abtsbrug
De Abtsbrug of Beverbrug is een brug in de Uilenburg, een buurt in 's-Hertogenbosch. Hij overspant de Verwersstroom, een tak van de Binnendieze die uiteindelijk in de Haven uitmondt. De brug vormt de driesprong van de Kruisstraat met de Postelstraat en de Snellestraat.
De brug is al voor 1424 gebouwd, vermoedelijk in de veertiende eeuw. Er wordt verband gelegd tussen de naam van de brug en de Sint-Trudoabdij in Sint-Truiden. Deze abdij had tot in de vijftiende eeuw een aantal percelen in de nabijheid van de Bossche Abtsbrug.
Aan de westzijde van de brug werden in de 17e eeuw nieuwe panden gebouwd. Hierdoor is de overkluizing van de Verwersstroom alleen nog maar van de oostkant herkenbaar als brug. De funderingen van de brug zijn bij de restauratie van 1996 van de Binnendieze hersteld.